# Carl Gustaf von Kræmer
Carl Gustaf von Kræmer, född 28 november 1758 i Finland, död 12 september 1801 på Sveaborg, var en svensk militär. Samt far till Robert Fredrik von Kræmer.
von Kræmer föddes som son till Fredrik Johan von Kræmer och Susanna Berg. Han var volontär vid Nylands infanteriregemente 1758, och furir vid fältartilleriet i Pommern 1759, därefter styckjunkare 1762. Fem år senare blev han fänrik vid arméns flotta, och löjtnant 1774. Han avancerade inom det militära och blev kapten och major, liksom överstelöjtnant. Från 1797 var han överste vid i armén, och från 1797 vid arméns flotta. 